# Restrepia escobariana
Restrepia escobariana är en orkidéart som beskrevs av Carlyle August Luer 1996. Restrepia escobariana ingår i släktet Restrepia och familjen orkidéer. Inga underarter finns listade i Catalogue of Life. Arten är uppkallad efter den colombianske botanikern och orkidé-kännaren Rodrigo Escobar.